# Olmos de Peñafiel
Olmos de Peñafiel è un comune spagnolo di 85 abitanti situato nella comunità autonoma di Castiglia e León.